# Sceliphron caementarium
Pélopée maçonne
Espèce
Synonymes
- Pelopoeus architectus Lepeletier de Saint Fargeau, 1845[1]
- Pelopoeus canadensis F. Smith, 1856[1]
- Pelopooeus nigriventris A. Costa, 1864[1]
- Sphex affinis Fabricius, 1793[1]
- Sphex caementarius Drury, 1773[1]
- Sphex economicus Curtiss, 1938[1]
- Sphex flavipes Fabricius, 1781[1]
- Sphex flavipunctatus Christ, 1791[1]
- Sphex flavomaculatus DeGeer, 1773[1]
- Sphex lunatus Fabricius, 1775[1]

Sceliphron caementarium, la Pélopée maçonne, est une espèce de guêpes maçonnes de la famille des Sphecidae.

## Reproduction
Les pélopées maçonnes sont des parasitoïdes qui ont la particularité de capturer des araignées en les paralysant pour y pondre leurs œufs. 